# Vinyols i els Arcs
Vinyols i els Arcs – gmina w Hiszpanii, w prowincji Tarragona, w Katalonii, o powierzchni 10,89 km². W 2011 roku gmina liczyła 1936 mieszkańców.